# Borowkiwka
Borowkiwka (ukrainisch Боровківка; russisch Боровковка Borowkowka) ist ein Dorf in der ukrainischen Oblast Dnipropetrowsk mit etwa 550 Einwohnern.

## Geographie
Borowkiwka liegt 9 km nördlich der Stadt Werchiwzewe am Ufer des Samotkan, einem Nebenfluss des Dnepr.
Am 12. Juni 2020 wurde das Dorf ein Teil der Stadtgemeinde Werchnjodniprowsk, bis dahin bildete es zusammen mit den Dörfern Awkseniwka (Авксенівка), Jarok (Ярок), Matjutschenkowe (Матюченкове), Pawlo-Hryhoriwka (Павло-Григорівка) und Wilni Chutory (Вільні Хутори) die gleichnamige Landgemeinde Borowkiwka (Боровківська сільська рада/Borowkiwska silska rada) im südlichen Zentrum des Rajons Werchnjodniprowsk.
Am 17. Juli 2020 kam es im Zuge einer großen Rajonsreform zum Anschluss des Rajonsgebietes an den Rajon Kamjanske.